# みづしま志穂
みづしま 志穂（みづしま しほ、1952年 - ）は、日本の児童文学作家、絵本作家。

## 略歴
『つよいぞポイポイきみはヒーロー』で第7回毎日童話新人賞受賞。代表作の『ほうれんそうマン』シリーズ（ポプラ社）は、大人気の『かいけつゾロリ』のゾロリが敵役で初登場した作品としても有名。 
NHKの番組で原ゆたかが証言したところによると、原は次第に面白くないと感じていった『ほうれんそうマン』の構成についてみづしまに口出しするようになり、みづしまが「そこまで口出しするなら全部君がやってくれ!」と切り出したことで原は『かいけつゾロリ』の制作を始めたという。

## 作品
- ほうれんそうマンシリーズ
- かいとうソーメンたいドラキュララはかせ 児童よみもの名作シリーズ